# Campeonato Brasileiro Série C 2003
In 2003 werd de veertiende editie van het Campeonato Brasileiro Série C gespeeld, de derde hoogste klasse van het Braziliaanse voetbal. De competitie werd gespeeld van 17 september tot 7 december. Ituano werd kampioen.

## Format
Er namen 93 clubs deel die in de eerste fase verdeeld werden over 28 poules van drie tot vier clubs, de top twee stootte telkens door naar de tweede fase. Na vier knockout rondes bleven er vier clubs over die elkaar nogmaals in poulefase bekampten. Naast de kampioen promoveerde ook de vicekampioen naar de Série B.

## Eerste fase

### Groep 1
| Plaats | Club          | Wed. | W | G | V | Saldo | Ptn. |
| ------ | ------------- | ---- | - | - | - | ----- | ---- |
| 1.     | Nacional      | 6    | 4 | 2 | 0 | 11:5  | 14   |
| 2.     | Rio Branco-AC | 6    | 3 | 2 | 1 | 9:6   | 11   |
| 3.     | Rio Negro     | 6    | 1 | 1 | 4 | 10:12 | 4    |
| 4.     | CFA           | 6    | 1 | 1 | 4 | 4:11  | 4    |

|  | Geplaatst voor tweede fase |

### Groep 2
| Plaats | Club             | Wed. | W | G | V | Saldo | Ptn. |
| ------ | ---------------- | ---- | - | - | - | ----- | ---- |
| 1.     | Atlético Roraima | 4    | 3 | 0 | 1 | 8:6   | 9    |
| 2.     | Tuna Luso        | 4    | 2 | 1 | 1 | 4:2   | 7    |
| 3.     | Ypiranga         | 4    | 0 | 1 | 3 | 4:8   | 1    |

|  | Geplaatst voor tweede fase |

### Groep 3
| Plaats | Club       | Wed. | W | G | V | Saldo | Ptn. |
| ------ | ---------- | ---- | - | - | - | ----- | ---- |
| 1.     | Viana      | 4    | 3 | 1 | 0 | 3:0   | 10   |
| 2.     | Chapadinha | 4    | 2 | 1 | 1 | 3:2   | 7    |
| 3.     | Maranhão   | 4    | 0 | 0 | 4 | 1:5   | 0    |

|  | Geplaatst voor tweede fase |

### Groep 4
| Plaats | Club           | Wed. | W | G | V | Saldo | Ptn. |
| ------ | -------------- | ---- | - | - | - | ----- | ---- |
| 1.     | Imperatriz     | 4    | 3 | 0 | 1 | 6:3   | 9    |
| 2.     | Sampaio Corrêa | 4    | 1 | 1 | 2 | 3:4   | 4    |
| 3.     | Santa Inês     | 4    | 1 | 1 | 2 | 4:6   | 4    |

|  | Geplaatst voor tweede fase |

### Groep 5
| Plaats | Club     | Wed. | W | G | V | Saldo | Ptn. |
| ------ | -------- | ---- | - | - | - | ----- | ---- |
| 1.     | Flamengo | 4    | 3 | 0 | 1 | 7:2   | 9    |
| 2.     | Ríver    | 4    | 2 | 0 | 2 | 5:3   | 6    |
| 3.     | Caxiense | 4    | 1 | 0 | 3 | 1:8   | 3    |

|  | Geplaatst voor tweede fase |

### Groep 6
| Plaats | Club              | Wed. | W | G | V | Saldo | Ptn. |
| ------ | ----------------- | ---- | - | - | - | ----- | ---- |
| 1.     | Itapipoca         | 4    | 2 | 1 | 1 | 5:6   | 7    |
| 2.     | Guarany de Sobral | 4    | 1 | 3 | 0 | 4:1   | 6    |
| 3.     | Ferroviário       | 4    | 0 | 2 | 2 | 4:6   | 2    |

|  | Geplaatst voor tweede fase |

### Groep 7
| Plaats | Club        | Wed. | W | G | V | Saldo | Ptn. |
| ------ | ----------- | ---- | - | - | - | ----- | ---- |
| 1.     | ABC         | 4    | 2 | 1 | 1 | 4:4   | 7    |
| 2.     | Campinense  | 4    | 2 | 0 | 2 | 6:5   | 6    |
| 3.     | São Gonçalo | 4    | 1 | 1 | 2 | 4:5   | 4    |

|  | Geplaatst voor tweede fase |

### Groep 8
| Plaats | Club    | Wed. | W | G | V | Saldo | Ptn. |
| ------ | ------- | ---- | - | - | - | ----- | ---- |
| 1.     | Treze   | 4    | 2 | 1 | 1 | 4:5   | 7    |
| 2.     | ASA     | 4    | 1 | 2 | 1 | 4:4   | 5    |
| 3.     | Central | 4    | 1 | 1 | 2 | 6:5   | 4    |

|  | Geplaatst voor tweede fase |

### Groep 9
| Plaats | Club                 | Wed. | W | G | V | Saldo | Ptn. |
| ------ | -------------------- | ---- | - | - | - | ----- | ---- |
| 1.     | Botafogo-PB          | 4    | 3 | 0 | 1 | 6:3   | 9    |
| 2.     | Sousa                | 4    | 3 | 0 | 1 | 4:2   | 9    |
| 3.     | Corinthians Alagoano | 4    | 0 | 0 | 4 | 1:6   | 0    |

|  | Geplaatst voor tweede fase |

### Groep 10
| Plaats | Club     | Wed. | W | G | V | Saldo | Ptn. |
| ------ | -------- | ---- | - | - | - | ----- | ---- |
| 1.     | Sergipe  | 4    | 2 | 1 | 1 | 5:4   | 7    |
| 2.     | CSA      | 4    | 1 | 2 | 1 | 8:8   | 5    |
| 3.     | Catuense | 4    | 1 | 1 | 2 | 6:7   | 4    |

|  | Geplaatst voor tweede fase |

### Groep 11
| Plaats | Club       | Wed. | W | G | V | Saldo | Ptn. |
| ------ | ---------- | ---- | - | - | - | ----- | ---- |
| 1.     | Juazeiro   | 6    | 4 | 0 | 2 | 10:4  | 12   |
| 2.     | Confiança  | 6    | 4 | 0 | 2 | 6:5   | 12   |
| 3.     | Itabaiana  | 6    | 2 | 1 | 3 | 6:6   | 7    |
| 4.     | Lagartense | 6    | 1 | 1 | 4 | 4:11  | 4    |

|  | Geplaatst voor tweede fase |

### Groep 12
| Plaats | Club         | Wed. | W | G | V | Saldo | Ptn. |
| ------ | ------------ | ---- | - | - | - | ----- | ---- |
| 1.     | Comercial-MS | 6    | 3 | 2 | 1 | 5:6   | 11   |
| 2.     | CENE         | 6    | 2 | 3 | 1 | 4:3   | 9    |
| 3.     | Operário-MS  | 6    | 2 | 2 | 2 | 6:5   | 8    |
| 4.     | Taveirópolis | 6    | 1 | 1 | 4 | 8:9   | 4    |

|  | Geplaatst voor tweede fase |

### Groep 13
| Plaats | Club           | Wed. | W | G | V | Saldo | Ptn. |
| ------ | -------------- | ---- | - | - | - | ----- | ---- |
| 1.     | Cuiabá         | 4    | 2 | 1 | 1 | 6:5   | 7    |
| 2.     | Chapadão       | 4    | 1 | 2 | 1 | 2:1   | 5    |
| 3.     | Grêmio Jaciara | 4    | 1 | 1 | 2 | 5:7   | 4    |

|  | Geplaatst voor tweede fase |

### Groep 14
| Plaats | Club           | Wed. | W | G | V | Saldo | Ptn. |
| ------ | -------------- | ---- | - | - | - | ----- | ---- |
| 1.     | Tocantinópolis | 4    | 2 | 1 | 1 | 10:8  | 7    |
| 2.     | Palmas         | 4    | 2 | 1 | 1 | 10:9  | 7    |
| 3.     | Anápolis       | 4    | 0 | 2 | 2 | 7:10  | 2    |

|  | Geplaatst voor tweede fase |

### Groep 15
| Plaats | Club                | Wed. | W | G | V | Saldo | Ptn. |
| ------ | ------------------- | ---- | - | - | - | ----- | ---- |
| 1.     | CFZ de Brasília     | 4    | 3 | 1 | 0 | 6:2   | 10   |
| 2.     | Atlético Goianiense | 4    | 1 | 2 | 1 | 6:6   | 5    |
| 3.     | Goiatuba            | 4    | 0 | 1 | 3 | 3:7   | 1    |

|  | Geplaatst voor tweede fase |

### Groep 16
| Plaats | Club       | Wed. | W | G | V | Saldo | Ptn. |
| ------ | ---------- | ---- | - | - | - | ----- | ---- |
| 1.     | Ituiutaba  | 4    | 2 | 1 | 1 | 5:5   | 7    |
| 2.     | Uberlândia | 4    | 1 | 2 | 1 | 4:4   | 5    |
| 3.     | Francana   | 4    | 1 | 1 | 2 | 4:4   | 4    |

|  | Geplaatst voor tweede fase |

### Groep 17
| Plaats | Club                   | Wed. | W | G | V | Saldo | Ptn. |
| ------ | ---------------------- | ---- | - | - | - | ----- | ---- |
| 1.     | Bragantino             | 4    | 2 | 1 | 1 | 6:5   | 7    |
| 2.     | Rio Branco de Andradas | 4    | 2 | 0 | 2 | 6:5   | 6    |
| 3.     | Uberaba                | 4    | 1 | 1 | 2 | 3:5   | 4    |

|  | Geplaatst voor tweede fase |

### Groep 18
| Plaats | Club                | Wed. | W | G | V | Saldo | Ptn. |
| ------ | ------------------- | ---- | - | - | - | ----- | ---- |
| 1.     | Ipatinga            | 6    | 4 | 1 | 1 | 10:2  | 13   |
| 2.     | Estrela do Norte    | 6    | 4 | 1 | 1 | 6:5   | 13   |
| 3.     | Desportiva Capixaba | 6    | 2 | 1 | 3 | 9:9   | 7    |
| 4.     | Villa Nova          | 6    | 0 | 1 | 5 | 2:11  | 1    |

|  | Geplaatst voor tweede fase |

### Groep 19
| Plaats | Club          | Wed. | W | G | V | Saldo | Ptn. |
| ------ | ------------- | ---- | - | - | - | ----- | ---- |
| 1.     | Tupi          | 6    | 3 | 1 | 2 | 9:5   | 10   |
| 2.     | Goytacaz      | 6    | 3 | 1 | 2 | 8:6   | 10   |
| 3.     | Rio Branco-ES | 6    | 3 | 1 | 2 | 8:8   | 10   |
| 4.     | Serra         | 6    | 0 | 3 | 3 | 2:8   | 3    |

|  | Geplaatst voor tweede fase |

### Groep 20
| Plaats | Club               | Wed. | W | G | V | Saldo | Ptn. |
| ------ | ------------------ | ---- | - | - | - | ----- | ---- |
| 1.     | Americano          | 6    | 5 | 1 | 0 | 15:6  | 16   |
| 2.     | Macaé              | 6    | 3 | 1 | 2 | 7:6   | 10   |
| 3.     | Portuguesa Carioca | 6    | 2 | 2 | 2 | 10:10 | 8    |
| 4.     | Rio Branco-RJ      | 6    | 0 | 0 | 6 | 5:15  | 0    |

|  | Geplaatst voor tweede fase |

### Groep 21
| Plaats | Club        | Wed. | W | G | V | Saldo | Ptn. |
| ------ | ----------- | ---- | - | - | - | ----- | ---- |
| 1.     | Cabofriense | 6    | 3 | 2 | 1 | 9:6   | 11   |
| 2.     | Olaria      | 6    | 3 | 2 | 1 | 8:5   | 11   |
| 3.     | America-RJ  | 6    | 2 | 1 | 3 | 5:7   | 7    |
| 4.     | Bangu       | 6    | 0 | 3 | 3 | 4:8   | 3    |

|  | Geplaatst voor tweede fase |

### Groep 22
| Plaats | Club                | Wed. | W | G | V | Saldo | Ptn. |
| ------ | ------------------- | ---- | - | - | - | ----- | ---- |
| 1.     | Friburguense        | 4    | 2 | 2 | 0 | 6:3   | 8    |
| 2.     | Volta Redonda       | 4    | 1 | 2 | 1 | 7:4   | 5    |
| 3.     | Portuguesa Santista | 4    | 1 | 0 | 3 | 1:7   | 3    |

|  | Geplaatst voor tweede fase |

### Groep 23
| Plaats | Club         | Wed. | W | G | V | Saldo | Ptn. |
| ------ | ------------ | ---- | - | - | - | ----- | ---- |
| 1.     | Sertãozinho  | 4    | 2 | 2 | 0 | 7:4   | 8    |
| 2.     | Botafogo-SP  | 4    | 1 | 2 | 1 | 3:4   | 5    |
| 3.     | Comercial SP | 4    | 0 | 2 | 2 | 4:6   | 2    |

|  | Geplaatst voor tweede fase |

### Groep 24
| Plaats | Club              | Wed. | W | G | V | Saldo | Ptn. |
| ------ | ----------------- | ---- | - | - | - | ----- | ---- |
| 1.     | Atlético Sorocaba | 4    | 3 | 0 | 1 | 5:1   | 9    |
| 2.     | Santo André       | 4    | 1 | 1 | 2 | 2:3   | 4    |
| 3.     | Rio Branco-SP     | 4    | 1 | 1 | 2 | 2:5   | 4    |

|  | Geplaatst voor tweede fase |

### Groep 25
| Plaats | Club             | Wed. | W | G | V | Saldo | Ptn. |
| ------ | ---------------- | ---- | - | - | - | ----- | ---- |
| 1.     | Inter de Limeira | 4    | 2 | 1 | 1 | 5:3   | 7    |
| 2.     | Ituano           | 4    | 2 | 0 | 2 | 3:4   | 6    |
| 3.     | XV de Piracicaba | 4    | 1 | 1 | 2 | 2:3   | 4    |

|  | Geplaatst voor tweede fase |

### Groep 26
| Plaats | Club                      | Wed. | W | G | V | Saldo | Ptn. |
| ------ | ------------------------- | ---- | - | - | - | ----- | ---- |
| 1.     | União Agrícola Barbarense | 6    | 3 | 3 | 0 | 8:4   | 12   |
| 2.     | União Bandeirante         | 6    | 3 | 2 | 1 | 6:5   | 11   |
| 3.     | Grêmio Maringá            | 6    | 1 | 2 | 3 | 7:8   | 5    |
| 4.     | Iraty                     | 6    | 1 | 1 | 4 | 5:9   | 4    |

|  | Geplaatst voor tweede fase |

### Groep 27
| Plaats | Club          | Wed. | W | G | V | Saldo | Ptn. |
| ------ | ------------- | ---- | - | - | - | ----- | ---- |
| 1.     | Caxias FC     | 4    | 1 | 3 | 0 | 6:5   | 6    |
| 2.     | Ulbra         | 4    | 0 | 4 | 0 | 4:4   | 4    |
| 3.     | Marcílio Dias | 4    | 0 | 3 | 1 | 3:4   | 3    |

|  | Geplaatst voor tweede fase |

### Groep 28
| Plaats | Club              | Wed. | W | G | V | Saldo | Ptn. |
| ------ | ----------------- | ---- | - | - | - | ----- | ---- |
| 1.     | RS FC             | 6    | 4 | 1 | 1 | 14:6  | 13   |
| 2.     | Pelotas           | 6    | 3 | 2 | 1 | 5:6   | 11   |
| 3.     | EC São José       | 6    | 2 | 1 | 3 | 5:7   | 7    |
| 4.     | Brasil de Pelotas | 6    | 0 | 2 | 4 | 7:12  | 2    |

|  | Geplaatst voor tweede fase |

## Tweede fase
In geval van gelijkspel geldt de uitdoelpuntregel, indien het dan nog gelijk is worden er straschoppen genomen, tussen haakjes weergegeven. De beste verliezer wordt nog opgevist voor de volgende ronde.
| Team #1                | Tot.        | Team #2                   | 1ste wed | 2de wed  |
| ---------------------- | ----------- | ------------------------- | -------- | -------- |
| Tuna Luso              | 1 - 0       | Nacional                  | 1 - 0    | 0 - 0    |
| Rio Branco-AC          | 4 - 1       | Atlético Roraima          | 1 - 0    | 3 - 1    |
| Chapadinha             | 2 - 3       | Imperatriz                | 1 - 1    | 1 - 2    |
| Sampaio Corrêa         | 1 - 3       | Viana                     | 0 - 2    | 1 - 1    |
| ASA                    | 3 - 2       | ABC                       | 3 - 2    | 0 - 0    |
| Campinense             | 4 - 2       | Treze                     | 3 - 0    | 1 - 2    |
| Guarany de Sobral      | 4 - 3       | Flamengo                  | 3 - 2    | 1 - 1    |
| Ríver                  | 0 - 1       | Itapipoca                 | 0 - 0    | 0 - 1    |
| Sousa                  | 3 - 5       | Sergipe                   | 3 - 2    | 0 - 3    |
| CSA                    | 3 - 4       | Botafogo-PB               | 1 - 2    | 2 - 2    |
| CENE                   | 2 - 2 (4-1) | Juazeiro                  | 2 - 0    | 0 - 2    |
| Confiança              | 4 - 1       | Comercial-MS              | 3 - 1    | 1 - 0    |
| Palmas                 | 4 - 4 (4-2) | Cuiabá                    | 1 - 3    | 3 - 1    |
| Chapadão               | 3 - 3       | Tocantinópolis            | 1 - 0    | 2 - 3    |
| Uberlândia             | 0 - 6       | CFZ de Brasília           | 0 - 3    | 0 - 3    |
| Atlético Goianiense    | 3 - 3 (3-4) | Ituiutaba                 | 2 - 1    | 1 - 2    |
| Olaria                 | 2 - 0       | Friburguense              | 1 - 0    | 1 - 0    |
| Volta Redonda          | 0 - 1       | Cabofriense               | 0 - 1    | 0 - 0    |
| Santo André            | 6 - 3       | Sertãozinho               | 4 - 0    | 2 - 3    |
| Botafogo-SP            | 3 - 1       | Atlético Sorocaba         | 2 - 0    | 1 - 1    |
| Estrela do Norte       | 3 - 1       | Bragantino                | 2 - 2    | 0 - 2    |
| Rio Branco de Andradas | 4 - 1       | Ipatinga                  | 1 - 1    | 3 - 0    |
| Macaé                  | 2 - 3       | Tupi                      | 1 - 1    | 1 - 2    |
| Goytacaz               | 1 - 1       | Americano                 | 1 - 0    | stop (1) |
| União Bandeirante      | 2 - 1       | Inter de Limeira          | 2 - 0    | 0 - 1    |
| Ituano                 | 3 - 3       | União Agrícola Barbarense | 2 - 0    | 1 - 3    |
| Ulbra                  | 1 - 3       | RS FC                     | 0 - 1    | 1 - 2    |
| Pelotas                | 5 - 5       | Caxias                    | 3 - 1    | 2 - 4    |

(1): In de terugwedstrijd tussen Goytacaz en Americano werd de wedstrijd na de 61ste minuut stopgezet omdat Goytacaz nog slechts zeven spelers op het veld had, Americano kreeg een 0-1 overwinning toegekend en mocht naar de volgende ronde.

## Derde fase
In geval van gelijkspel geldt de uitdoelpuntregel, indien het dan nog gelijk is worden er straschoppen genomen, tussen haakjes weergegeven. De beste verliezer wordt nog opgevist voor de volgende ronde.
| Team #1           | Tot.        | Team #2                | 1ste wed | 2de wed |
| ----------------- | ----------- | ---------------------- | -------- | ------- |
| Tuna Luso         | 2 - 0       | Rio Branco-AC          | 2 - 0    | 0 - 0   |
| Imperatriz        | 5 - 3       | Viana                  | 3 - 1    | 2 - 2   |
| ASA               | 2 - 2       | Campinense             | 0 - 1    | 0 - 2   |
| Guarany de Sobral | 2 - 4       | Itapipoca              | 1 - 1    | 1 - 3   |
| Sergipe           | 2 - 4       | Botafogo-PB            | 0 - 0    | 2 - 4   |
| CENE              | 2 - 2 (8-9) | Confiança              | 2 - 0    | 0 - 2   |
| Palmas            | 2 - 2       | Chapadão               | 0 - 0    | 2 - 2   |
| CFZ de Brasília   | 3 - 1       | Ituiutaba              | 1 - 1    | 2 - 0   |
| Olaria            | 3 - 4       | Cabofriense            | 1 - 3    | 2 - 1   |
| Santo André       | 4 - 1       | Botafogo-SP            | 4 - 0    | 0 - 1   |
| Bragantino        | 3 - 1       | Rio Branco de Andradas | 1 - 0    | 2 - 1   |
| Tupi              | 5 - 3       | Americano              | 5 - 2    | 0 - 1   |
| Ituano            | 4 - 2       | União Bandeirante      | 3 - 2    | 1 - 0   |
| RS FC             | 1 - 0       | Pelotas                | 1 - 0    | 0 - 0   |

## Vierde fase
In geval van gelijkspel geldt de uitdoelpuntregel, indien het dan nog gelijk is worden er straschoppen genomen, tussen haakjes weergegeven. De beste verliezer wordt nog opgevist voor de volgende ronde.
| Team #1     | Tot.        | Team #2         | 1ste wed | 2de wed |
| ----------- | ----------- | --------------- | -------- | ------- |
| Tuna Luso   | 2 - 1       | Imperatriz      | 2 - 0    | 0 - 1   |
| Campinense  | 2 - 2       | Itapipoca       | 1 - 0    | 2 - 1   |
| Botafogo-PB | 6 - 1       | Confiança       | 2 - 0    | 4 - 1   |
| Palmas      | 2 - 0       | CFZ de Brasília | 1 - 0    | 1 - 0   |
| Cabofriense | 3 - 3 (2-4) | Santo André     | 1 - 2    | 2 - 1   |
| Bragantino  | 3 - 2       | Tupi            | 3 - 1    | 0 - 1   |
| Ituano      | 4 - 4 (4-3) | RS FC           | 3 - 1    | 1 - 3   |

RS FC werd nog opgevist voor de vijfde ronde.

## Vijfde fase
| Team #1     | Tot.  | Team #2    | 1ste wed | 2de wed |
| ----------- | ----- | ---------- | -------- | ------- |
| Campinense  | 7 - 2 | Tuna Luso  | 4 - 1    | 3 - 1   |
| Botafogo-PB | 6 - 3 | Palmas     | 5 - 2    | 1 - 2   |
| Santo André | 5 - 4 | Bragantino | 4 - 1    | 1 - 3   |
| RS FC       | 3 - 4 | Ituano     | 2 - 1    | 1 - 3   |

## Finalegroep
| Plaats | Club        | Wed. | W | G | V | Saldo | Ptn. |
| ------ | ----------- | ---- | - | - | - | ----- | ---- |
| 1.     | Ituano      | 6    | 3 | 2 | 1 | 9:7   | 11   |
| 2.     | Santo André | 6    | 3 | 1 | 2 | 7:5   | 10   |
| 3.     | Botafogo-PB | 6    | 2 | 1 | 3 | 8:12  | 7    |
| 4.     | Campinense  | 6    | 2 | 0 | 4 | 5:5   | 6    |

|  | Kampioen, promotie naar Série B |
|  | Promotie naar Série B           |

### Kampioen
| Campeonato Brasileiro Série C de 2003 |
| São Paulo                             |
| ------------------------------------- |
| ITUANO Kampioen (1° titel)            |